# Andrew Scarborough
Andrew Scarborough est un acteur britannique ayant joué pour le théâtre, la télévision et le cinéma.

## Rôles au théâtre
- 1993 : Henry V (Tabard Theatre) : Henry V
- 1993 : The Government inspector (Harrogate Theatre) : Dobchinsky
- 1993 : Midsummer Night's Dream (Harrogate Theatre) : Obéron
- 1993 : Aladdin (Harrogate Theatre) : le génie de la lampe
- 1994 : Wuthering Heights (Northampton Theatre et York Royal Theatre) : Heathcliff
- 1995 : Hamlet (Hackney Empire) : Renaldo
- 1996 : Loot (Theatre Clwyd and Tour) : Dennis
- 1998 : Wuthering Heights (Good Theatre Company UK Tour) : Hindley
- 1998 : Handbag (ATC Theatre au Lyric Hammersmith studio et tournée au Royaume-Uni et en Europe) : David / Moncreiff
- 2002 : Wild Orchids (Chichester Festival Theatre) : The Prince
- 2003 : The Master Builder (Albery Theatre / West End) : Ragnor
- 2004 : Electricity (West Yorkshire Playhouse) : Michael
- 2005 : Relative Values (Salisbury Playhouse) : Nigel
- 2015 : Uppercut (Southwark Playhouse) : Barry.

## Filmographie (séries télévisées)
- 1993-2000 : Casualty : différents rôles
- 1994-1999 : The Bill : différents rôles
- 1996-1997 : Y Palman Aur S4C : Marcus
- 1997 : Scotland Yard, crimes sur la Tamise : Tom
- 1998 : Affaires non classées : Marco Rossi
- 1999 : Dangerfield : PC Dewhurst
- 1999 : La Part du diable :  	DC Martin Simmons
- 2000 : Heartbeat : Martin Weller
- 2000 : Jason et les Argonautes : un soldat d'Æson
- 2001 : The Innocent : Mark Latimer
- 2000-2001 : Coronation Street : Harvey Reuben
- 2000-2001 : Hearts and Bones : Michael Owen
- 2004 : Eyes Down : Philip
- 2005 : Rome : Milo
- 2005 : Les Condamnées : Kevin Spiers
- 2006-2007 : Les Flingueuses : Stewart Diamond
- 2007 : Les Mystères romains : Josephus
- 2007-2016 : Holby City : Tim Campbell / Danny Berg / Most recently Marcus Dunn
- 2008-2010 : Doctors : Martin Venning / DS Vince Blackwell
- 2008 : The Royal Today : Dr Jonathan Ormerod
- 2009 : MI-5 : Stephen Hillier
- 2011 : Hidden : Ben Lander
- 2011 : EastEnders : Carter
- 2012 : Silk : DS Adam Lambert
- 2013 : Our Girl : le sergent Peters
- 2013 : La Bible : Joshua
- 2013-2015 : Downton Abbey : Tim Drewe
- 2014 : Jamaica Inn : le magistrat Bassat
- 2017-aujourd'hui : Emmerdale : Graham Foster